# Odznaki górskie w Polsce
Zestawienie odznak związanych z turystyką górską dostępnych w Polsce, w podziale na odznaki ogólne, odznaki związane ze szlakami długodystansowymi, korony ogólnopolskie, korony makroregionalne oraz odznaki regionalne.

## Odznaki ogólne
Odznaki natury ogólnej, niepowiązane z żadnym pasmem górskim, łańcuchem ani regionem.

### Górska Odznaka Turystyczna PTTK
Odznaka wielostopniowa, obliczona na zdobywanie w okresie wielu lat. We wszystkich stopniach oprócz dużych opiera się na ewidencjonowaniu pokonywania odległości oraz podejść w górach. Odznaki w stopniach dużych wymagają odbycia wycieczek w różnych pasmach górskich z uwzględnieniem wskazanych punktów startu i mety, jak również punktów pośrednich. Obszar: góry w Polsce i nieodległe pasma górskie w krajach ościennych. Dopuszczalny sposób poruszania się: pieszo. Ograniczenia wiekowe: po rozpoczęciu 5. roku życia. Wydawca: Polskie Towarzystwo Turystyczno-Krajoznawcze.

#### „W góry”
W ramach GOT PTTK przewidziano również trzy stopnie specjalnej odznaki „W góry” przeznaczonej dla dzieci. Odznakę można zdobywać po rozpoczęciu 5. i do zakończenia 7. roku życia.

### Górska Odznaka Turystyczna PTT
Odznaka wielostopniowa, obliczona na zdobywanie w okresie wielu lat. Wszystkie stopnie odznaki wymagają ewidencjonowania tak zwanych „dni wycieczkowych”. Na jeden „dzień wycieczkowy” składa się 6 godzin wędrówki w Sudetach, Karpatach lub Górach Świętokrzyskich liczonych według czasu przewodnikowego. Poszczególne stopnie odznaki wymagają odbywania wycieczek częściowo w różnych obszarach górskich. Obszar: góry w Polsce i nieodległe pasma górskie w krajach ościennych. Dopuszczalny sposób poruszania się: nie określono. Ograniczenia wiekowe: dzieci do 15 lat muszą odbywać wycieczki pod opieką pełnoletnich, doświadczonych turystów górskich.

#### „Ku Wierchom”
Odmianą dziecięcą odznaki GOT PTT jest odznaka „Ku Wierchom”, przeznaczona dla dzieci do 14 lat.

### Każdemu jego Everest – 8848
Czterostopniowa odznaka przyznawana za sumę dokonanych podejść przekraczającą ustalone wielokrotności 8848 m, która to liczba stanowi wysokość nad poziomem morza najwyższego szczytu na Ziemi. Obszar: góry w Polsce i za granicą. Dopuszczalny sposób poruszania się: nie określono. Ograniczenia wiekowe: brak. Wydawca: PTTK oddział Wadowice.

### Górska Odznaka Narciarska
Odznaka wielostopniowa, obliczona na zdobywanie w okresie wielu lat. We wszystkich stopniach odznaki punktowane są: czas wędrówki na nartach, suma podejść i pokonana odległość. Dodatkowo odznaki w stopniach dużych wymagają zrealizowania odpowiedniej liczby kilkudniowych wycieczek lub rajdów. Obszar: nie określono. Dopuszczalny sposób poruszania się: na nartach. Ograniczenia wiekowe: nie określono. Wydawca: Polskie Towarzystwo Turystyczno-Krajoznawcze.

### Zimowa Odznaka Górska
Trzystopniowa odznaka przeznaczona dla turystów górskich poruszających się na rakietach śnieżnych. We wszystkich stopniach odznaki punktowane są: pokonana odległość oraz suma podejść. Obszar: góry Polski oraz przygraniczne pasmach górskie Karpat i Sudetów w krajach ościennych. Dopuszczalny sposób poruszania się: na nartach. Ograniczenia wiekowe: nie określono. Wydawca: Polskie Towarzystwo Turystyczno-Krajoznawcze.

### Górska Odznaka Abstynencka
Wielostopniowa odznaka, której warunkiem zdobycia jest odbycie ustalonej liczby wycieczek górskich bez picia alkoholu. We wszystkich stopniach odznaki liczy się dni wycieczek. Obszar: dowolne góry świata. Dopuszczalny sposób poruszania się: nie określono. Ograniczenia wiekowe: brak. Wydawca: PTTK oddział Wędrowiec w Zabrzu.

## Odznaki szlaków górskich
Honorujące przejście fragmentów lub całości turystycznych szlaków długodystansowych.

### Główny Szlak Sudecki PTTK
Odznaka czterostopniowa, przyznawana za przejście w dowolnym kierunku Głównego Szlaku Sudeckiego w odcinkach (stopnie brązowy, srebrny i złoty) i maksymalnie w czasie 18 dni (stopień diamentowy). Długość szlaku ok. 440 km. Dopuszczalny sposób poruszania się: nie określono. Ograniczenia wiekowe: nie określono. Wydawca: Polskie Towarzystwo Turystyczno-Krajoznawcze. Więcej w regulaminie odznaki.

### Główny Szlak Sudecki PTT
Odznaka jednostopniowa, przyznawana za przejście w dowolnym kierunku całego Głównego Szlaku Sudeckiego (Świeradów-Zdrój – Prudnik) w odcinkach lub podczas jednej wycieczki. Długość szlaku ok. 440 km. Dopuszczalny sposób poruszania się: pieszo. Ograniczenia wiekowe: nie określono. Wydawca: Polskie Towarzystwo Tatrzańskie. Więcej w regulaminie odznaki.

### Odcinek Sudecki Szlaku EB-E3
Odznaka przyznawana jest za przejście sudeckiego odcinka Europejskiego Długodystansowego Szlaku Pieszego E3. Istnieją dwa warianty krajowe odznaki: polski (z otokiem niebieskim) i czeski (z otokiem czerwonym) – za przejście części szlaku odpowiednio w Polsce lub Czechach. Dopuszczalny sposób poruszania się: pieszo, na rakietach lub na nartach. Ograniczenia wiekowe: nie określono. Wydawca: PTTK oddział Wrocław. Więcej w regulaminie odznaki.

### Szlak Grybów – Rzeszów
Odznaka jednostopniowa, przyznawana za przejście w dowolnym kierunku całego szlaku Grybów – Rzeszów przez obszary Beskidu Niskiego, Bieszczadów, Pogórza Przemyskiego oraz Dynowskiego, w odcinkach lub podczas jednej wycieczki. Długość szlaku ok. 426 km. Dopuszczalny sposób poruszania się: pieszo. Ograniczenia wiekowe: nie określono. Wydawca: Oddział PTT w Tarnowie. Więcej w regulaminie odznaki.

### Główny Szlak Beskidzki PTTK
Odznaka czterostopniowa, przyznawana za przejście w dowolnym kierunku Głównego Szlaku Beskidzkiego w odcinkach (stopnie brązowy, srebrny i złoty) i maksymalnie w czasie 21 dni (stopień diamentowy). Długość szlaku ok. 500 km. Dopuszczalny sposób poruszania się: nie określono. Ograniczenia wiekowe: nie określono. Wydawca: Polskie Towarzystwo Turystyczno-Krajoznawcze. Więcej w regulaminie odznaki.

### Główny Szlak Beskidzki PTT
Odznaka jednostopniowa, przyznawana za przejście w dowolnym kierunku całego Głównego Szlaku Beskidzkiego (Ustroń – Wołosate) w odcinkach lub podczas jednej wycieczki. Długość szlaku ok. 500 km. Dopuszczalny sposób poruszania się: pieszo. Ograniczenia wiekowe: nie określono. Wydawca: Polskie Towarzystwo Tatrzańskie. Więcej w regulaminie odznaki.

### Mały Szlak Beskidzki
Odznaka jednostopniowa, przyznawana za przejście w dowolnym kierunku całego Małego Szlaku Beskidzkiego (Bielsko-Biała Straconka – Luboń Wielki) w odcinkach lub podczas jednej wycieczki. Długość szlaku ok. 137 km. Dopuszczalny sposób poruszania się: pieszo. Ograniczenia wiekowe: nie określono. Wydawca: Polskie Towarzystwo Tatrzańskie. Więcej w regulaminie odznaki.

### Małopolski Szlak Papieski
Odznaka przyznawana za przejście Małopolskiego Szlaku Papieskiego im. św. Jana Pawła II, trasą główną z Kalwarii Zebrzydowskiej do Starego Sącza (stopień biało-żółty) lub jego ustalonymi wariantami (stopnie brązowy, srebrny i złoty). Dopuszczalny sposób poruszania się: pieszo, na nartach, na rakietach śnieżnych. Ograniczenia wiekowe: nie określono. Wydawca: PTTK oraz Instytut Dialogu Międzykulturowego im. św. Jana Pawła II w Krakowie. Więcej w opisie oraz regulaminie odznaki.

### Główny Szlak Beskidu Wyspowego „Beskidzkie Wyspy”
Odznaka trzystopniowa, przyznawana za przejście w dowolnym kierunku Głównego Szlaku Beskidu Wyspowego w odcinkach lub całości (stopnie srebrny i złoty) i w czasie 16 dni ciągłej wędrówki (stopień diamentowy). Dopuszczalny sposób poruszania się: nie określono. Ograniczenia wiekowe: nie określono. Wydawca: Polskie Towarzystwo Turystyczno-Krajoznawcze oraz Forum Gmin Beskidu Wyspowego. Więcej w regulaminie odznaki.

### Szlak Tarnów – Wielki Rogacz
Odznaka jednostopniowa, przyznawana za przejście w dowolnym kierunku całego szlaku Tarnów – Wielki Rogacz przez obszary Pogórza Ciężkowickiego, Pogórza Rożnowskiego oraz Beskidów, w odcinkach lub podczas jednej wycieczki. Długość szlaku ok. 191 km. Dopuszczalny sposób poruszania się: pieszo. Ograniczenia wiekowe: nie określono. Wydawca: Oddział PTT w Tarnowie. Więcej w regulaminie odznaki.

### Główny Szlak Świętokrzyski PTTK
Odznaka dwustopniowa, przyznawana za przejście w dowolnym kierunku Głównego Szlaku Świętokrzyskiego. Długość szlaku ok. 105 km. Dopuszczalny sposób poruszania się: nie określono. Ograniczenia wiekowe: nie określono. Wydawca: Polskie Towarzystwo Turystyczno-Krajoznawcze. Więcej w regulaminie odznaki.

### Główny Szlak Świętokrzyski PTT
Odznaka jednostopniowa, przyznawana za przejście w dowolnym kierunku całego Głównego Szlaku Świętokrzyskiego (Gołoszyce – Kuźniaki) w odcinkach lub podczas jednej wycieczki. Długość szlaku ok. 105 km. Dopuszczalny sposób poruszania się: pieszo. Ograniczenia wiekowe: nie określono. Wydawca: Polskie Towarzystwo Tatrzańskie. Więcej w regulaminie odznaki.

## Korony ogólnopolskie
Odznaki, których celem jest uhonorowanie zdobycia określonych szczytów rozmieszczonych na całym obszarze górskim Polski.

### Diadem Polskich Gór
Odznaka przyznawana za zdobycie 80 najwyższych szczytów pasm i masywów górskich w Polsce w randze mezoregionów oraz wybranych mikroregionów. Odznaka jednostopniowa. Dopuszczalny sposób poruszania się: nie określono. Ograniczenia wiekowe: nie określono. Wydawca: PTTK oddział Wrocław. Więcej w regulaminie odznaki.

### Korona Gór Polski
Odznaka przyznawana za zdobycie 28 najwyższych szczytów wszystkich pasm górskich Polski. Odznaka jednostopniowa. Dopuszczalny sposób poruszania się: siłą własnych mięśni. Ograniczenia wiekowe: powyżej 7 roku życia. Wydawca: Klub Zdobywców Korony Gór Polski. Więcej w opisie Korony Gór Polski oraz w regulaminie klubu.

### Korona Najwybitniejszych Szczytów Gór Polskich
Odznaka przyznawana za zdobycie 50 szczytów w Sudetach, Karpatach i Górach Świętokrzyskich wybranych metodą określenia ich wybitności. Odznaka czterostopniowa, stopnie uzyskuje się poprzez zdobycie kolejnej ustalonej regulaminem liczby szczytów. Dopuszczalny sposób poruszania się: przy pomocy siły własnych mięśni. Ograniczenia wiekowe: brak. Wydawca: Klub Zdobywców Koron Górskich RP. Więcej w opisie korony.

#### Duża Korona Najwybitniejszych Szczytów Gór Polskich
Po zdobyciu wszystkich 50 szczytów z listy oraz – dodatkowo – zdobyciu Korony Najwybitniejszych Szczytów Sudetów Polskich i Korony Najwybitniejszych Szczytów Karpat Polskich, co łącznie daje 80 szczytów, otrzymuje się Dużą Koronę Najwybitniejszych Szczytów Gór Polskich.

#### Dziecięca i Młodzieżowa Korona Najwybitniejszych Szczytów Gór Polskich
Przeznaczone dla dzieci i młodzieży – należy zdobyć odpowiednio 10 lub 20 szczytów z listy 80 najwybitniejszych szczytów polskich gór.

## Korony makroregionalne
Odznaki będące potwierdzeniem zdobycia szczytów górskich na obszarze Sudetów oraz Karpat, w Polsce i poza jej granicami.

### Korona Sudetów
Odznaka przyznawana za wejście na 22 szczytów w Sudetach polskich, czeskich i niemieckich, będących najwyższymi wzniesieniami sudeckich pasm górskich. Odznaka jednostopniowa. Dopuszczalny sposób poruszania się: nie określono. Ograniczenia wiekowe: brak. Wydawca: PTTK Oddział Wrocław. Więcej w opisie Korona Sudetów oraz regulaminie odznaki.

#### Sudecki Włóczykij
Rozszerzenie odznaki Korona Sudetów. Aby otrzymać odznakę Sudecki Włóczykij należy zdobyć Koronę Sudetów oraz wejść na 100 szczytów dodatkowych wskazanych w regulaminie odznaki, leżących na terytorium Polski, Niemiec i Czech. Odznaka trzystopniowa, poszczególne stopnie zależą od liczby zdobytych szczytów z listy. Dopuszczalny sposób poruszania się: nie określono. Ograniczenia wiekowe: brak. Wydawca: PTTK Oddział Wrocław. Więcej w regulaminie odznaki.

### Zdobywca Korony Sudetów Polskich
Odznaka przyznawana za zdobycie 31 szczytów i wzniesień w polskich Sudetach, na Przedgórzu Sudeckim oraz na Pogórzu Zachodniosudeckim. Odznaka jednostopniowa. Dopuszczalny sposób poruszania się: pieszo. Ograniczenia wiekowe: po ukończeniu 8 roku życia. Wydawca: Oddział PTTK „Ziemi Wałbrzyskiej” w Wałbrzychu. Więcej w opisie Korona Sudetów Polskich oraz regulaminie odznaki.

### Zdobywca Korony Sudetów Czeskich
Odznaka przyznawana za zdobycie 23 szczytów i wzniesień w czeskich Sudetach, na Przedgórzu Sudeckim oraz na Pogórzu Zachodniosudeckim. Odznaka jednostopniowa. Dopuszczalny sposób poruszania się: pieszo. Ograniczenia wiekowe: po ukończeniu 8 roku życia. Wydawca: Oddział PTTK „Ziemi Wałbrzyskiej” w Wałbrzychu. Więcej w opisie Korona Sudetów Czeskich i w regulaminie odznaki.

### Zdobywca Korony Sudetów Niemieckich
Odznaka przyznawana za zdobycie 6 szczytów i wzniesień w niemieckich Sudetach i na Pogórzu Zachodniosudeckim. Odznaka jednostopniowa. Dopuszczalny sposób poruszania się: pieszo. Ograniczenia wiekowe: brak. Wydawca: Oddział PTTK „Ziemi Wałbrzyskiej” w Wałbrzychu. Więcej w opisie Korona Sudetów Niemieckich i w regulaminie odznaki.

### Korona Najwybitniejszych Szczytów Sudetów Polskich
Czterostopniowa odznaka przyznawana za wejście na szczyty z listy 30 najwybitniejszych szczytów Sudetów polskich. Kolejne stopnie odznaki wymagają zaliczenia innej podanej liczby szczytów. Dopuszczalny sposób poruszania się: przy pomocy siły własnych mięśni. Ograniczenia wiekowe: brak. Wydawca: Klub Zdobywców Koron Górskich RP. Więcej w opisie korony.

### Korona Najwybitniejszych Szczytów Karpat Polskich
Czterostopniowa odznaka przyznawana za wejście na szczyty z listy 50 najwybitniejszych szczytów Karpat polskich. Kolejne stopnie odznaki wymagają zaliczenia innej podanej liczby szczytów. Dopuszczalny sposób poruszania się: przy pomocy siły własnych mięśni. Ograniczenia wiekowe: brak. Wydawca: Klub Zdobywców Koron Górskich RP. Więcej w opisie korony.

### Mała Korona Beskidów
Odznaka jednostopniowa, przyznawana za zdobycie w okresie 3 lat wybranych 15 szczytów Beskidu Małego, Śląskiego i Żywieckiego. Dopuszczalny sposób poruszania się: dowolny. Ograniczenia wiekowe: od 7. roku życia. Wydawca: Oddział PTTK w Bielsku-Białej.

### Korona Polskich Beskidów
Odznaka wymagająca zdobycia 10 szczytów w polskich Beskidach, z których każdy położony jest w innym paśmie górskim. Odznaka jednostopniowa. Dopuszczalny sposób poruszania się: pieszo lub rowerem. Ograniczenia wiekowe: nie określono. Wydawca: PTTK Oddział Bochnia. Więcej w regulaminie odznaki.

### Korona Beskidów
Odznaka wymagająca zdobycia 27 najwyższych szczytów pasm w Beskidach na terenie Czech (1 szczyt), Słowacji (6 szczytów), Polski (8 szczytów) i Ukrainy (12 szczytów) według listy w regulaminie odznaki. Dopuszczalny sposób poruszania się: nie określono. Ograniczenia wiekowe: nie określono. Wydawca: Hutniczo-Miejski Oddział PTTK w Krakowie. Więcej w regulaminie odznaki.

### Wielka Korona Beskidów
Odznakę uzyskuje się poprzez zdobycie czterech odznak podrzędnych: Korona Beskidów Polskich (9 szczytów), Korona Beskidów Czeskich (6 szczytów), Korona Beskidów Słowackich (9 szczytów) oraz Korona Beskidów Ukraińskich (11 szczytów). Dopuszczalny sposób poruszania się: nie określono. Ograniczenia wiekowe: nie określono. Wydawca: Polskie Towarzystwo Tatrzańskie. Więcej w regulaminie odznaki.

### Żywiecka Korona Beskidów
Odznaka przyznawana za zdobycie minimum 40 ze 105 wybranych przełęczy i szczytów Beskidu Żywieckiego, Beskidu Śląskiego i Beskidu Małego oraz Pasma Pawelskiego. Została wprowadzona dnia 20 maja 2010 roku przez Oddział Babiogórski PTTK w Żywcu z okazji 115. rocznicy istnienia Oddziału Babiogórskiego TT-PTT-PTTK w Żywcu, w 100-lecie urodzin św. Jana Pawła II oraz 25. rocznicy jego pobytu w Żywcu.

### Tysięczniki Trzech Narodów
Odznaka trzystopniowa, przyznawana za zdobycie 90 szczytów w pasmach górskich leżących w Polsce, Czechach i na Słowacji, których wysokość nad poziomem morza przekracza 1000 m, lecz jest mniejsza niż 2000 m, oznaczonych tabliczką szczytową potwierdzającą wysokość. Poszczególne stopnie odznaki wymagają odbywania wycieczek częściowo w różnych obszarach górskich. Kolejne stopnie zdobywa się po zdobyciu określonej liczby szczytów w określonych państwach i pasmach górskich. Dopuszczalny sposób poruszania się: nie określono. Ograniczenia wiekowe: dzieci do 15 lat muszą odbywać wycieczki pod opieką pełnoletnich, doświadczonych turystów górskich. Oddział PTT w Bielsku-Białej. Więcej w regulaminie odznaki.

### Moja Korona Europy
Odznaka „Korona Europy” posiada cztery stopnie: brązowy, srebrny, złoty i diamentowy. Wyznacznikiem do ubiegania się o przyznanie konkretnego stopnia odznaki jest suma wysokości bezwzględnych zdobytych szczytów (wg wartości podanych w książeczce). Dla kolejnych stopni odznaki obowiązują następujące minimalne sumaryczne wysokości wszystkich dotąd zdobytych szczytów: odznaka brązowa 10000 m, odznaka srebrna 30000 m, odznaka złota 50000 m. Odznaka diamentowa przyznawana jest po zdobyciu 46 szczytów leżących na terytorium 47 państw Europy. Do odznaki dołączany jest certyfikat odznaki. Szczyty można zdobywać w dowolnej kolejności. Zaliczyć można również te, które zostały zdobyte wcześniej, zanim powstał regulamin i projekt „Moja Korona Europy”. Równolegle z odznaką prowadzony jest brązowy, srebrny, złoty i diamentowy panteon zdobywców Korony Europy. Autorzy projektu: Dorota Szala, Marek Szala. Wydawca: „Dorota Szala NA WYCIECZKĘ” z siedzibą w Krakowie.

## Odznaki regionalne
Dotyczą pojedynczych pasm górskich lub regionów górskich. Ujęto tutaj zarówno korony górskie, jak i odznaki krajoznawcze.

### Tatry

#### Turystyczna Korona Tatr
Odznaka trzystopniowa, przyznawana za zdobycie 60 głównych szczytów i 6 wybitnych przełęczy w Tatrach polskich i słowackich. Kolejne stopnie odznaki uzyskuje się po zdobyciu liczby szczytów i przełęczy wymaganej dla danego stopnia, w tym wszystkie 60+6 na stopień najwyższy (złoty). Dopuszczalny sposób poruszania się: nie określono. Ograniczenia wiekowe: brak. Wydawca: Polskie Towarzystwo Tatrzańskie. Więcej w regulaminie odznaki.

#### Tatrzańskie Dwutysięczniki
Odznaka trzystopniowa, bazuje na liście 55 polskich i słowackich szczytów tatrzańskich mających ponad 2000 m n.p.m. wysokości, na które prowadzi szlak turystyczny, oraz przełęczy będących najwyższym punktem na szlaku. Kolejne stopnie odznaki uzyskuje się po zdobyciu liczby szczytów i przełęczy wymaganej dla danego stopnia, w tym wszystkie 55 na stopień najwyższy (złoty). Dopuszczalny sposób poruszania się: nie określono. Ograniczenia wiekowe: nie określono. Wydawca: Hutniczo-Miejski Oddział PTTK w Krakowie. Więcej w regulaminie odznaki.

#### Zdobywca Korony Polskich Tatr
Odznaka czterostopniowa. Opiera się na liście 35 szczytów w polskich Tatrach. Kolejne stopnie odznaki uzyskuje się po zdobyciu liczby szczytów wymaganej dla danego stopnia, przy czym do uzyskania najwyższego stopnia odznaki (złoty) trzeba zdobyć tylko 30 szczytów z listy, a 5 szczytów może pozostać niezdobytych. Dopuszczalny sposób poruszania się: przy pomocy siły własnych mięśni. Ograniczenia wiekowe: brak. Wydawca: Klub Zdobywców Koron Górskich RP. Więcej w regulaminie odznaki.

#### Szlaki Tatr Polskich
Trzystopniowa odznaka bazująca na liście 190 odcinków szlaków, podanych w książeczce odznaki. Przejście pierwszych 50 odcinków pozwala na otrzymanie odznaki I. stopnia. Kolejne stopnie odznaki uzyskuje się po przejściu kolejnych odcinków szlaków z listy. Dopuszczalny sposób poruszania się: pieszo (wędrowanie). Ograniczenia wiekowe: po ukończeniu 14. roku życia. Wydawca: Oddział Tatrzański PTTK w Zakopanem. Więcej w regulaminie odznaki.

#### Tatrzańskie Stawy
Dwustopniowa odznaka przyznawana za dotarcie do 21 (niższy, II stopień odznaki) oraz kolejnych 42 (wyższy, I stopień odznaki) stawów położonych w obrębie Tatr, do których można dojść znakowanymi szlakami turystycznymi. Regulamin odznaki zawiera listę 71 stawów. Wydawca: Hutniczo-Miejski Oddział PTTK Krakowie. Więcej w regulaminie odznaki.

#### Schroniska Tatrzańskie
Jednostopniowa odznaka, przyznawana za odwiedzenie 28 tatrzańskich schronisk górskich. W regulaminie odznaki wymieniono schroniska po polskiej i słowackiej stronie Tatr. Wydawca: Hutniczo-Miejski Oddział PTTK Krakowie. Więcej w regulaminie odznaki.

#### Tatrzańskie Trio
Trzystopniowa odznaka, przyznawana za odwiedzenie zdefiniowanych w wykazach do trzech części odznak: dolin, wodospadów i punktów widokowych po polskiej i słowackiej stronie Tatr. Wydawca: Klub Krajoznawczy „Łowcy Widoków”. Więcej w opisie odznaki i regulaminie klubu.

### Beskidy

#### Korona Beskidu Śląskiego
Odznaka czterostopniowa. Bazuje na liście 30 szczytów w Beskidzie Śląskim. Kolejne stopnie odznaki uzyskuje się po zdobyciu liczby szczytów wymaganej dla danego stopnia. Dopuszczalny sposób poruszania się: przy pomocy siły własnych mięśni. Ograniczenia wiekowe: brak. Wydawca: Klub Zdobywców Koron Górskich RP. Więcej w opisie odznaki.

#### Korona Beskidu Małego
Odznaka czterostopniowa. Obejmuje 20 szczytów w Beskidzie Małym. Kolejne stopnie odznaki uzyskuje się po zdobyciu liczby szczytów wymaganej dla danego stopnia. Dopuszczalny sposób poruszania się: przy pomocy siły własnych mięśni. Ograniczenia wiekowe: brak. Wydawca: Klub Zdobywców Koron Górskich RP. Więcej w opisie odznaki.

#### Korona Beskidu Żywieckiego
Odznaka czterostopniowa. Bazuje na liście 20 szczytów Beskidu Żywieckiego. Kolejne stopnie odznaki uzyskuje się po zdobyciu liczby szczytów wymaganej dla danego stopnia. Dopuszczalny sposób poruszania się: przy pomocy siły własnych mięśni. Ograniczenia wiekowe: brak. Wydawca: Klub Zdobywców Koron Górskich RP. Więcej w opisie odznaki.

#### Korona Beskidu Makowskiego
Odznaka trzystopniowa. Obejmuje 10 szczytów w Beskidzie Makowskim. Kolejne stopnie odznaki uzyskuje się po zdobyciu liczby szczytów wymaganej dla danego stopnia. Dopuszczalny sposób poruszania się: przy pomocy siły własnych mięśni. Ograniczenia wiekowe: brak. Wydawca: Klub Zdobywców Koron Górskich RP. Więcej w opisie odznaki.

#### Korona Beskidu Wyspowego
Odznaka czterostopniowa. Bazuje na liście 20 szczytów Beskidu Wyspowego. Kolejne stopnie odznaki uzyskuje się po zdobyciu liczby szczytów wymaganej dla danego stopnia. Dopuszczalny sposób poruszania się: przy pomocy siły własnych mięśni. Ograniczenia wiekowe: brak. Wydawca: Klub Zdobywców Koron Górskich RP. Więcej w opisie odznaki.

#### Korona Beskidu Wyspowego „Beskidzkie Wyspy”
Odznaka jednostopniowa, przyznawana za zdobycie wybranych 40 szczytów, leżących w granicach gmin należących do Forum Gmin Beskidu Wyspowego. Dopuszczalny sposób poruszania się: nie określono. Ograniczenia wiekowe: nie określono. Wydawca: Centralny Ośrodek Turystyki Górskiej PTTK w Krakowie i Forum Gmin Beskidu Wyspowego.

#### „102 Wyspy” Beskidu Wyspowego
Odznaka jednostopniowa, przyznawana za zdobycie wybranych 102 szczytów, leżących w granicach gmin należących do Forum Gmin Beskidu Wyspowego. Dopuszczalny sposób poruszania się: nie określono. Ograniczenia wiekowe: nie określono. Wydawca: Polskie Towarzystwo Turystyczno-Krajoznawcze Oddział Bochnia i Forum Gmin Beskidu Wyspowego.

#### Korona Gorców
Odznaka czterostopniowa. Do zdobycia jest 15 szczytów w Gorcach. Kolejne stopnie odznaki uzyskuje się po zdobyciu liczby szczytów wymaganej dla danego stopnia. Dopuszczalny sposób poruszania się: przy pomocy siły własnych mięśni. Ograniczenia wiekowe: brak. Wydawca: Klub Zdobywców Koron Górskich RP. Więcej w opisie odznaki.

#### Korona Pienin
Odznaka trzystopniowa. Obejmuje 10 szczytów w polskich Pieninach. Kolejne stopnie odznaki uzyskuje się po zdobyciu liczby szczytów wymaganej dla danego stopnia. Dopuszczalny sposób poruszania się: przy pomocy siły własnych mięśni. Ograniczenia wiekowe: brak. Wydawca: Klub Zdobywców Koron Górskich RP. Więcej w opisie odznaki.

#### Korona Beskidu Sądeckiego
Odznaka jednostopniowa, której otrzymanie jest uwarunkowane zdobyciem 35 szczytów w Beskidzie Sądeckim. Dopuszczalny sposób poruszania się: nie określono. Ograniczenia wiekowe: nie określono. Wydawca: Oddział PTTK „Beskid” w Nowym Sączu. Więcej w regulaminie odznaki.

#### Zdobywca Korony Beskidu Sądeckiego
Odznaka czterostopniowa. Bazuje na liście 20 szczytów Beskidu Sądeckiego. Kolejne stopnie odznaki uzyskuje się po zdobyciu liczby szczytów wymaganej dla danego stopnia. Dopuszczalny sposób poruszania się: przy pomocy siły własnych mięśni. Ograniczenia wiekowe: brak. Wydawca: Klub Zdobywców Koron Górskich RP. Więcej w opisie odznaki.

#### Korona Beskidu Niskiego
Odznaka jednostopniowa, której otrzymanie jest uwarunkowane zdobyciem 18 szczytów w Beskidzie Niskim. Dopuszczalny sposób poruszania się: nie określono. Ograniczenia wiekowe: od 7 roku życia. Wydawca: Oddział PTTK w Jaśle. Więcej w regulaminie odznaki

#### Zdobywca Korony Beskidu Niskiego
Odznaka czterostopniowa. Obejmuje 20 szczytów w Beskidzie Niskim. Kolejne stopnie odznaki uzyskuje się po zdobyciu liczby szczytów wymaganej dla danego stopnia. Dopuszczalny sposób poruszania się: przy pomocy siły własnych mięśni. Ograniczenia wiekowe: brak. Wydawca: Klub Zdobywców Koron Górskich RP. Więcej w opisie odznaki.

#### Korona Gór Sanocko-Turczańskich
Odznaka trzystopniowa. Obejmuje 10 szczytów w paśmie Gór Sanocko-Turczańskich po polskiej stronie granicy. Kolejne stopnie odznaki uzyskuje się po zdobyciu liczby szczytów wymaganej dla danego stopnia. Dopuszczalny sposób poruszania się: przy pomocy siły własnych mięśni. Ograniczenia wiekowe: brak. Wydawca: Klub Zdobywców Koron Górskich RP. Więcej w opisie odznaki.

#### Korona Bieszczad
Odznaka czterostopniowa. Obejmuje 30 szczytów w polskich Bieszczadach. Kolejne stopnie odznaki uzyskuje się po zdobyciu liczby szczytów wymaganej dla danego stopnia. Dopuszczalny sposób poruszania się: przy pomocy siły własnych mięśni. Ograniczenia wiekowe: brak. Wydawca: Klub Zdobywców Koron Górskich RP. Więcej w opisie odznaki.

#### Korona Bieszczadów
Odznaka jednostopniowa, której otrzymanie jest uwarunkowane zdobyciem 15 szczytów w polskiej części Bieszczadów. Dopuszczalny sposób poruszania się: nie określono. Ograniczenia wiekowe: od 7 roku życia. Wydawca: Oddział PTTK „Ziemia Sanocka” w Sanoku. Więcej w regulaminie odznaki

#### Bieszczadzkie Tysięczniki
Odznaka ośmiostopniowa, przyznawana za zdobycie wybranych 40 bieszczadzkich szczytów o wysokości powyżej 1000 m. Dopuszczalny sposób poruszania się: nie określono. Ograniczenia wiekowe: od 4. roku życia. Wydawca: Łukasz Kornatka.

#### Odznaka Czterech Pogórzy Karpackich
Odznaka czteroczęściowa. Każda z części odznaki odpowiada jednemu z Pogórzy: Przemyskiemu, Ciężkowickiemu, Rożnowskiemu, Dynowsko-Strzyżowskiemu. Poszczególne części odznaki otrzymuje się za przejście odcinków szlaków podanych w regulaminie odznaki. Dopuszczalny sposób poruszania się: pieszo. Ograniczenia wiekowe: brak. Wydawca: PTTK w Jaśle. Więcej w regulaminie odznaki.

### Szlak Trzech Pogórzy
Odznaka jednostopniowa, przyznawana za przejście w dowolnym kierunku całego szlaku żółtego, prowadzącego z Siedlisk koło Tuchowa do Dynowa przez obszary Pogórza Ciężkowickiego, Strzyżowskiego i Dynowskiego, w odcinkach lub podczas jednej wycieczki. Długość szlaku ok. 132 km. Dopuszczalny sposób poruszania się: pieszo. Ograniczenia wiekowe: nie określono. Wydawca: Oddział PTT w Tarnowie. Więcej w regulaminie odznaki.

### Sudety

#### Korona Gór Izerskich
Odznaka czterostopniowa. Obejmuje 15 szczytów w polskiej części Gór Izerskich. Kolejne stopnie odznaki uzyskuje się po zdobyciu liczby szczytów wymaganej dla danego stopnia. Dopuszczalny sposób poruszania się: przy pomocy siły własnych mięśni. Ograniczenia wiekowe: brak. Wydawca: Klub Zdobywców Koron Górskich RP. Więcej w opisie odznaki.

#### Korona Gór Kaczawskich
Odznaka trzystopniowa. Obejmuje 10 szczytów w paśmie Gór Kaczawskich. Kolejne stopnie odznaki uzyskuje się po zdobyciu liczby szczytów wymaganej dla danego stopnia. Dopuszczalny sposób poruszania się: przy pomocy siły własnych mięśni. Ograniczenia wiekowe: brak. Wydawca: Klub Zdobywców Koron Górskich RP. Więcej w opisie odznaki.

#### Korona Kaczawska
Odznaka jednostopniowa. Wymaga zdobycia 30 szczytów w paśmie Gór Kaczawskich. Dopuszczalny sposób poruszania się: nie określono. Ograniczenia wiekowe: nie określono. Wydawca: Polskie Towarzystwo Turystyczno-Krajoznawcze Oddział w Legnicy. Więcej w regulaminie odznaki.

#### Korona Karkonoszy
Odznaka czterostopniowa. Obejmuje 20 szczytów w polskiej części Karkonoszy. Kolejne stopnie odznaki uzyskuje się po zdobyciu liczby szczytów wymaganej dla danego stopnia. Dopuszczalny sposób poruszania się: przy pomocy siły własnych mięśni. Ograniczenia wiekowe: brak. Wydawca: Klub Zdobywców Koron Górskich RP. Więcej w opisie odznaki.

#### Karkonoski Kwartet
Trzystopniowa odznaka, przyznawana za odwiedzenie zdefiniowanych w wykazach do czterech części odznak: wodospadów, skałek, kotłów lodowcowych i punktów widokowych po polskiej i czeskiej stronie Karkonoszy. Wydawca: Klub Krajoznawczy „Łowcy Widoków”. Więcej w opisie odznaki i regulaminie klubu.

#### Korona Rudaw Janowickich
Odznaka trzystopniowa. Obejmuje 10 szczytów w paśmie Rudaw Janowickich. Kolejne stopnie odznaki uzyskuje się po zdobyciu liczby szczytów wymaganej dla danego stopnia. Dopuszczalny sposób poruszania się: przy pomocy siły własnych mięśni. Ograniczenia wiekowe: brak. Wydawca: Klub Zdobywców Koron Górskich RP. Więcej w opisie odznaki.

#### Korona Gór Kamiennych
Odznaka czterostopniowa. Opiera się na liście 20 szczytów w Górach Kamiennych. Kolejne stopnie odznaki uzyskuje się po zdobyciu liczby szczytów wymaganej dla danego stopnia. Dopuszczalny sposób poruszania się: przy pomocy siły własnych mięśni. Ograniczenia wiekowe: brak. Wydawca: Klub Zdobywców Koron Górskich RP. Więcej w opisie odznaki.

#### Korona Gór Wałbrzyskich
Odznaka trzystopniowa. Obejmuje 10 szczytów w paśmie Gór Wałbrzyskich. Kolejne stopnie odznaki uzyskuje się po zdobyciu liczby szczytów wymaganej dla danego stopnia. Dopuszczalny sposób poruszania się: przy pomocy siły własnych mięśni. Ograniczenia wiekowe: brak. Wydawca: Klub Zdobywców Koron Górskich RP. Więcej w opisie odznaki.

#### Korona Gór Sowich
Odznaka czterostopniowa. Obejmuje 15 szczytów w paśmie Gór Sowich. Kolejne stopnie odznaki uzyskuje się po zdobyciu liczby szczytów wymaganej dla danego stopnia. Dopuszczalny sposób poruszania się: przy pomocy siły własnych mięśni. Ograniczenia wiekowe: brak. Wydawca: Klub Zdobywców Koron Górskich RP. Więcej w opisie odznaki.

#### Znam Góry Sowie
Trzystopniowa odznaka skierowana do dzieci, młodzieży i dorosłych. Opiera się na liście 44 szczytów i atrakcji turystycznych z obszaru Gór Sowich. Do zdobycia odznaki w stopniu małym potrzeba odwiedzić 12 szczytów bądź atrakcji z listy, na stopień duży – kolejnych 14, a na stopień wielki – kolejnych 16. Dopuszczalny sposób poruszania się: nie określono. Ograniczenia wiekowe: po ukończeniu 5 roku życia. Wydawca: Oddział PTTK Ząbkowice Śląskie oraz Stowarzyszenie Turystyczne Gmin Gór Sowich. Więcej w opisie odznaki.

#### Korona Gór Bardzkich
Odznaka trzystopniowa. Obejmuje 10 szczytów w paśmie Gór Bardzkich. Kolejne stopnie odznaki uzyskuje się po zdobyciu liczby szczytów wymaganej dla danego stopnia. Dopuszczalny sposób poruszania się: przy pomocy siły własnych mięśni. Ograniczenia wiekowe: brak. Wydawca: Klub Zdobywców Koron Górskich RP. Więcej w opisie odznaki.

#### Korona Gór Stołowych
Odznaka trzystopniowa. Obejmuje 10 szczytów w Górach Stołowych. Kolejne stopnie odznaki uzyskuje się po zdobyciu liczby szczytów wymaganej dla danego stopnia. Dopuszczalny sposób poruszania się: przy pomocy siły własnych mięśni. Ograniczenia wiekowe: brak. Wydawca: Klub Zdobywców Koron Górskich RP. Więcej w opisie odznaki.

#### Korona Gór Orlickich
Odznaka dwustopniowa. Obejmuje 5 szczytów w polskiej części Gór Orlickich. Kolejne stopnie odznaki uzyskuje się po zdobyciu liczby szczytów wymaganej dla danego stopnia. Dopuszczalny sposób poruszania się: przy pomocy siły własnych mięśni. Ograniczenia wiekowe: brak. Wydawca: Klub Zdobywców Koron Górskich RP. Więcej w opisie odznaki.

#### Korona Gór Bystrzyckich
Odznaka trzystopniowa. Obejmuje 10 szczytów w Górach Bystrzyckich. Kolejne stopnie odznaki uzyskuje się po zdobyciu liczby szczytów wymaganej dla danego stopnia. Dopuszczalny sposób poruszania się: przy pomocy siły własnych mięśni. Ograniczenia wiekowe: brak. Wydawca: Klub Zdobywców Koron Górskich RP. Więcej w opisie odznaki.

#### Korona Ziemi Kłodzkiej
Jednostopniowa odznaka, której celem jest zachęcenie do poznawania Ziemi Kłodzkiej. Odznakę zdobywa się poprzez wejście na 12 szczytów w pasmach górskich znajdujących się w obszarze Ziemi Kłodzkiej – wykaz szczytów znajduje się w regulaminie. Dopuszczalny sposób poruszania się: pieszo. Ograniczenia wiekowe: brak. Wydawca: Oddział PTTK w Międzygórzu. Więcej w opisie Korony Ziemi Kłodzkiej oraz w regulaminie odznaki.

#### Tysięczniki ziemi kłodzkiej
Jednostopniowa odznaka, której celem jest zachęcenie do poznawania Ziemi Kłodzkiej. Odznakę zdobywa się poprzez wejście na 32 szczyty w pasmach górskich znajdujących się w obszarze Ziemi Kłodzkiej – wykaz szczytów znajduje się w regulaminie. Dopuszczalny sposób poruszania się: brak informacji. Ograniczenia wiekowe: powyżej 7 lat. Wydawca: Oddział PTTK w Kłodzku. Więcej w opisie tysięczników ziemi kłodzkiej oraz w regulaminie odznaki.

#### Korona Masywu Śnieżnika
Odznaka trzystopniowa. Opiera się na liście 10 szczytów w Masywie Śnieżnika. Kolejne stopnie odznaki uzyskuje się po zdobyciu liczby szczytów wymaganej dla danego stopnia. Dopuszczalny sposób poruszania się: przy pomocy siły własnych mięśni. Ograniczenia wiekowe: brak. Wydawca: Klub Zdobywców Koron Górskich RP. Więcej w opisie odznaki.

#### Korona Gór Bialskich
Odznaka dwustopniowa. Obejmuje 5 szczytów w Górach Bialskich. Kolejne stopnie odznaki uzyskuje się po zdobyciu liczby szczytów wymaganej dla danego stopnia. Dopuszczalny sposób poruszania się: przy pomocy siły własnych mięśni. Ograniczenia wiekowe: brak. Wydawca: Klub Zdobywców Koron Górskich RP. Więcej w opisie odznaki.

#### Korona Gór Złotych
Odznaka trzystopniowa. Obejmuje 10 szczytów w Górach Złotych. Kolejne stopnie odznaki uzyskuje się po zdobyciu liczby szczytów wymaganej dla danego stopnia. Dopuszczalny sposób poruszania się: przy pomocy siły własnych mięśni. Ograniczenia wiekowe: brak. Wydawca: Klub Zdobywców Koron Górskich RP. Więcej w opisie odznaki.

#### Korona Gór Opawskich
Odznaka trzystopniowa. Opiera się na liście 10 szczytów w Górach Opawskich. Kolejne stopnie odznaki uzyskuje się po zdobyciu liczby szczytów wymaganej dla danego stopnia. Dopuszczalny sposób poruszania się: przy pomocy siły własnych mięśni. Ograniczenia wiekowe: brak. Wydawca: Klub Zdobywców Koron Górskich RP. Więcej w opisie odznaki.

#### Korona Masywu Ślęży
Odznaka dwustopniowa. Obejmuje 5 szczytów w Masywie Ślęży. Kolejne stopnie odznaki uzyskuje się po zdobyciu liczby szczytów wymaganej dla danego stopnia. Dopuszczalny sposób poruszania się: przy pomocy siły własnych mięśni. Ograniczenia wiekowe: brak. Wydawca: Klub Zdobywców Koron Górskich RP. Więcej w opisie odznaki.

#### Znam Ślężę
Trzystopniowa odznaka krajoznawcza rejonu Ślęży. Kolejne stopnie odznaki zdobywa się dzięki przejściu wskazanych w regulaminie tras. Dopuszczalny sposób poruszania się: wycieczki piesze, kolarskie, motorowe i inne. Ograniczenia wiekowe: brak. Wydawca: Oddział PTTK Wrocław Fabryczna. Więcej w regulaminie odznaki.

#### Sudeckie Schroniska
Odznaka trzystopniowa, przyznawana za odwiedzenie wybranych 30 schronisk w polskich Sudetach. Dopuszczalny sposób poruszania się: nie określono. Ograniczenia wiekowe: od 3. roku życia, stopień popularny do 10. roku życia. Wydawca: Łukasz Kornatka.

### Góry Świętokrzyskie

#### Korona Gór Świętokrzyskich
Odznaka jednostopniowa, której otrzymanie jest uwarunkowane zdobyciem 28 szczytów na obszarze Gór Świętokrzyskich. Dopuszczalny sposób poruszania się: pieszo. Ograniczenia wiekowe: nie określono. Wydawca: PTTK Oddział Świętokrzyski w Kielcach. Więcej w regulaminie odznaki.

#### Korona Świętokrzyska
Odznaka czterostopniowa. Bazuje na liście 15 szczytów na obszarze Gór Świętokrzyskich. Kolejne stopnie odznaki uzyskuje się po zdobyciu liczby szczytów wymaganej dla danego stopnia. Dopuszczalny sposób poruszania się: przy pomocy siły własnych mięśni. Ograniczenia wiekowe: brak. Wydawca: Klub Zdobywców Koron Górskich RP. Więcej w opisie odznaki.

## Inne odznaki

### Bacówki Edwarda Moskały
Odznaka jednostopniowa, przyznawana za odwiedzenie wszystkich 11 bacówek powstałych w polskich górach wg pomysłu Edwarda Moskały. Dopuszczalny sposób poruszania się: nie określono. Ograniczenia wiekowe: nie określono. Wydawca: Capabilities Sp. z o.o.

### Krzyż na górskim szlaku
Trzystopniowa odznaka turystyczna, przyznawana za zdobycie 10 (popularna dla dzieci między 4-10 rokiem życia), 17 (I stopnia srebrna) i 30 (II stopnia złota) szczytów, na których znajduje się krzyż drewniany lub metalowy. Lista szczytów znajduje się w załączniku do regulaminu odznaki. Dopuszczalny sposób poruszania się: siłą własnych mięśni. Ograniczenia wiekowe: od 4 lat. Wydawca: Przewodnik Beskidzki Kornatka Łukasz. Więcej w regulaminie odznaki.

### Śladami bielsko-bialskiego PTT
Odznaka jednostopniowa, przyznawana za odwiedzenie minimum 14 z 15 miejsc związanych z historią bielsko-bialskiego PTT. Dopuszczalny sposób poruszania się: nie określono. Ograniczenia wiekowe: dzieci do 15 lat muszą odbywać wycieczki pod opieką pełnoletnich, doświadczonych turystów górskich. Wydawca: Oddział PTT w Bielsku-Białej. Więcej w regulaminie odznaki.

### Wieże widokowe gór i pogórzy
Pięciostopniowa odznaka turystyczna, przyznawana za odwiedzenie obiektów widokowych w Karpatach, Sudetach i Górach Świętokrzyskich, na których znajdują się wieże, platformy i tarasy widokowe. Lista obiektów znajduje się w załączniku do regulaminu odznaki. Kolejne stopnie odznaki uzyskuje się po zdobyciu liczby szczytów/miejsc wymaganej dla danego stopnia. Dopuszczalny sposób poruszania się: nie określono. Ograniczenia wiekowe: brak. Więcej w regulaminie odznaki. Jako uzupełnienie terenów górskich odznaka obejmuje również obiekty widokowe na obszarach wyżynnych. Wszystkie odznaki tworzą jedną całość (układanka) wpisującą się w kontur Polski. Wydawca: Klub Krajoznawczy „Łowcy Widoków”.

### Wieże widokowe Ziemi Kłodzkiej
Odznaka jednostopniowa, przyznawana za odwiedzenie 17 górskich wież widokowych Ziemi Kłodzkiej. Dopuszczalny sposób poruszania się: pieszo. Ograniczenia wiekowe: od 7. roku życia. Wydawca: Oddział PTTK „Ziemi Kłodzkiej” w Kłodzku.